# Гаель Гарсія Берналь
Гае́ль Гарсі́я Берна́ль (ісп. Gael García Bernal) — мексиканський актор, кінорежисер, сценарист та продюсер. Разом з Дієго Луно володіє кінокомпанією Canana Films у Мехіко.

## Біографія
Народився 30 листопада 1978 року в Гвадалахарі, Халіско, Мексика в родині акторів.
Батько — Хосе Анхель Гарсія та мати Патрісія Берналь грали на різних театральних сценах Мексики. (Його сестра і брат від подальшого шлюбу матері з кінооператором Серхіо Ясбеком — Тамара Ясбек Берналь і Даріо Ясбек Берналь також стали акторами). Доля Гаеля Гарсії Берналя була визначена наперед — з раннього дитинства він почав грати на театральній сцені та зніматися в телесеріалах. У 1989 році маленький актор виконав роль Пелуче в багатосерійному телефільмі «Тереза» (1989–1991). У 1992 році зіграв Даніеля в серіалі «Дідусь і я».
Гаель Гарсія Берналь навчався акторській майстерності в Центральній школі сценічної мови і драматичного мистецтва в Лондоні (1995–1997). Берналь був першим мексиканцем, котрого прийняли до цього престижного європейського вишу.
У 1996 році Берналь зіграв Мартіна в стрічці уругвайського режисера Антоніо Уррутії «Зсередини, серце», який номінувався на «Оскар» як найкращий короткометражний фільм.
Зіркою світового рівня Гаеля Гарсія Берналя зробили фільми мексиканського режисера Алехандро Гонсалеса Іньярріту «Amores perros» (2000) (премія «Срібний Аріель», 2001 і ін) та іспанця Альфонсо Куарона «І твою маму теж» (2001, Премія ім. Марчелло Мастроянні на МКФ у Венеції, Премія «Chopard Trophy» на МКФ в Канні, 2003 і ін.)
Берналь вільно володіє англійською, португальською, французькою та італійською мовами. Тому не випадково актор активно знімається в США, Латинській Америці і Європі. Темперамент, зовнішні дані, кіногенічність і широкий творчий діапазон дозволили акторові за короткий час стати одним з провідних акторів молодого покоління латиноамериканського кіно.
Успіх Берналю принесли ролі падре Амаро у фільмі «Таємниця батька Амаро» (2002), Ернесто Че Гевари в картинах «Че Гевара: Щоденники мотоцикліста» (2004, режисер Вальтер Саллес) і «Куба Лібре» (2002, режисер Девід Етвуд), Анхеля в «Поганому вихованні» (2004, режисер Педро Альмодовар), Стефана у стрічці французького режисера Мішеля Гондрі «Наука сну» (2006).
У 2005 році Гаель Гарсія Берналь разом зі своїм другом кіноактором Дієго Луною і продюсером Пабло Крусом заснував продюсерську кінофірму «Канал Філмс». Берналь виступає як сценарист і продюсер фільмів.
У 2007 році відбувся режисерський дебют Берналя — фільм «Дефіцит», в якому актор виконав головну роль Крістобаля.
У 2010 році Гаель Гарсія Берналь як режисер почав зйомки документального фільму про мігрантів з Центральної Америки і їхню важку дорогу через мексиканські штати Чьяпас і Оахака на шляху в США.

## Цікавинки
- Освіта: Центральна школа сценічної мови і драматичного мистецтва в Лондоні
- Сімейний стан: одружений
- У мексиканському фільмі 2007 року "Школа чарівності" головна героїня Адела мріє навчатися у Центральній школі сценічної мови і драматичного мистецтва в Лондоні, тому що там навчався Гаель Гарсія Берналь.

## Фільмографія
| Рік  | Фільм                             | Оригінальна назва         | Роль                                   |
| ---- | --------------------------------- | ------------------------- | -------------------------------------- |
| 2000 | Amores perros                     | Amores perros             | Октавіо                                |
| 2001 | І твою маму теж                   | Y tu mamá también         | Хуліо Сапата                           |
| 2001 | Приватне життя                    | Vidas privadas            | Густаво Бертоліні                      |
| 2001 | Немає звісток від Бога            | Sin noticias de Dios      | Девенпорт                              |
| 2002 | Злочин падре Амаро                | El crimen del Padre Amaro | Батько Амаро                           |
| 2002 | Я і Люсі                          | I'm with Lucy             | Габріель                               |
| 2002 | Фідель                            | Fiedel                    | Че Гевара                              |
| 2003 | Крапки над i                      | Dot the i                 | Кит                                    |
| 2003 | Мріючи про Джулію                 | Dreaming of Julia         | Ріки                                   |
| 2004 | Че Гевара: Щоденники мотоцикліста | The Motorcycle Diaries    | Че Гевара                              |
| 2004 | Погане виховання                  | La mala educación         | Анхель/Хуан                            |
| 2005 | Король                            | The King                  | Елвіс                                  |
| 2005 | Наука сну                         | La science des rêves      | Стефан                                 |
| 2006 | Вавилон                           | Babel                     | Сантьяго                               |
| 2006 | Тото                              | Toto                      |                                        |
| 2006 | Я твій фанат (серіал)             | Soy tu fan                |                                        |
| 2007 | Дефіцит                           | Déficit                   | Крістобаль (також сценарист і режисер) |
| 2007 | La Santa Muerte                   | La Santa Muerte           | Оповідач                               |
| 2007 | Минуле                            | El Pasado                 | Ріміні                                 |
| 2008 | Сліпота                           | Blindness                 | King of Ward 3                         |
| 2008 | Крутий і сентиментальний          | Rudo y Cursi              | Тото                                   |
| 2009 | Мамонт                            | Mammoth                   | Лео                                    |
| 2009 | Межі контролю                     | The Limits of Control     | Мексиканець                            |
| 2009 | Педро Парамо                      | Pedro Páramo              | Педро Парамо                           |
| 2010 | Листи до Джульєтти                | Letters to Juliet         | Віктор                                 |
| 2011 | Головне – не боятися!             | A Little Bit of Heaven    | Джуліан Голдстейн                      |
| 2011 |                                   | Casa de mi padre          | Унца                                   |
| 2011 | Найсамотніша планета              | The Loneliest Planet      | Алекс                                  |
| 2012 | Ні                                | No                        | Рене Сааведра                          |
| 2017 | Зазирни в його серце              | Si tu voyais son coeur    | Данієль                                |
| 2017 | Коко                              | Coco                      | Ектор (голос)                          |
| 2018 | Музей                             | Museo                     | Хуан Нуньєс                            |
| 2021 | Старий                            | Old                       | Джек                                   |
| 2022 | Нічний вовкулака                  | Werewolf by Night         | Нічний вовкулака                       |
| 2023 | Мати                              | The Mother                | Ектор Альварез                         |
| 2025 | Голланд                           | Holland                   | Дейв Дельгадо                          |

## Нагороди
- Премія «Аріель»: 2001
- Лауреат Міжнародного кінофестивалю в Абу-Дабі: 2012
- Лауреат премії імені Марчелло Мастроянні (МКФ у Венеції): 2001
- Лауреат премії «Chopard Trophy» (МКФ у Каннах): 2003